# Kalkutta (Film)
Kalkutta ist ein US-amerikanischer Kriminalfilm aus dem Jahr 1947 von John Farrow mit Alan Ladd und Gail Russell in den Hauptrollen. Der Film noir wurde von Paramount Pictures produziert.

## Handlung
Die drei amerikanischen Piloten Bill Cunningham, Neale Gordon und Pedro Blake fliegen von Chongqing in China nach Kalkutta in Indien, wo sie sich ein Apartment im Hotel „Imperial“ teilen. Neale und Pedro sind auf einer Reise gezwungen, in den Bergen zu landen. Bill rettet sie und eilt dann zurück nach Kalkutta, wo er und seine Verlobte, die Amerikanerin Virginia Moore, eine Verlobungsfeier feiern. Als Neale und Pedro jedoch in Kalkutta ankommen, erfahren sie, dass Bill erwürgt wurde. Marina Tanev, eine Nachtclubsängerin, die in Neale verliebt ist, informiert sie, dass Eric Lasser, der Betreiber des Nachtclubs, die Verlobungsfeier abgesagt hat. Virginia erzählt Neale, dass Bill sie in der Nacht, in der er getötet wurde, in der Hotelbar zurückgelassen hat und nie zurückgekehrt ist. Neale zwingt Virginia zu gestehen, dass sie nicht in Bill verliebt war, und reißt ihr eine teure Diamantkette vom Hals. 
Während eines Fluges nach Chongqing trifft Pedro Mul Raj Malik, einen indischen Kaufmann. Malik sagt ihm, er solle ihn in seinem Import-Export-Geschäft in Chongqing besuchen. Zurück in Kalkutta bestätigt eine Schmuckhändlerin namens Mrs. Smith, dass Bill Virginias Halskette selbst gekauft hat. Neale erfährt, dass Bill vor seinem Tod einen Scheck über 7.000 Dollar von Lassers Glücksspieleinrichtung eingezahlt hat. Neale entschuldigt sich bei Virginia für seinen Verdacht, bei einem Drink verlieben sie sich ineinander. Nachts besteigt Neale eines seiner und Pedros Flugzeuge. Nachdem er eine Tasche voller Juwelen im Boden entdeckt, wird er beinahe mit einer Schlinge getötet, dem gleichen Gerät, das bei Bill verwendet wurde. Neale gibt Pedro die Juwelen, damit er sie in einem Bankschließfach verwahrt und kehrt mit nur einer Brosche und der Tasche in seinem Besitz ins Hotel zurück, in der Hoffnung, die Schmuggler aus ihrem Versteck zu locken. Malik richtet eine Waffe auf Neale, verlässt das Hotel dann aber und wird im Flur erschossen. Als Neale Marina die Brosche zeigt, warnt sie ihn, dass Bill von der Lieferung im Hotel erfahren habe und von einem unbekannten Informanten von Virginia weggerufen worden sei. Neale ist erneut misstrauisch gegenüber Virginia und besucht ihr Zimmer, aber es wurde durchwühlt und sie ist verschwunden. Neale zeigt die Brosche Mrs. Smith, die erklärt, dass Malik früher ihr Partner beim Schmuggel von Waren war und dass er, nachdem er herausgefunden hatte, dass jemand erfolgreich Waren nach Chongqing schmuggelte, versuchte, bei dem Geschäft mitzumachen. Britische Polizisten unter der Führung von Inspector Hendricks verhaften Neale, dessen Waffe sie haben, wegen des Mordes an Malik. Pedro behauptet jedoch, die Waffe sei seine, damit Neale freigelassen werden kann, um den Mörder zu finden. Virginia, die sich versteckt hält, lässt Neale eine Nachricht zukommen. Als er sie aufsucht, gesteht sie ihm ihre Liebe und sie küssen sich. 
Am nächsten Morgen erfährt Neale von dem Rezeptionisten des Hotels, dass Bill und Virginia in der Nacht, in der er ermordet wurde, nicht in der Hotelbar waren, wie Virginia behauptet hatte. Wütend über Virginias Doppelzüngigkeit bringt Neale ihr die Juwelen, um ihre Gier zu testen, und ohrfeigt sie, damit sie gesteht, dass sie als Teil von Lassers Schmugglerring die Piloten verführen sollte, die die Waren transportierten. Sie sagt, sie habe Bill, der Lasser dabei erwischte, wie er eine Lieferung in sein Flugzeug legte, nie etwas antun wollen, und behauptet, sie habe Bill mit einer Waffe bedroht, um ihn am Reden zu hindern, aber Lasser habe ihn erwürgt. Unter falschen Tränen zieht Virginia eine Waffe aus einer Schublade, als Lasser hereinkommt. Neale entwaffnet Virginia und tötet Lasser während eines Kampfes, dann ruft er Hendricks an. Als sie verhaftet wird, schwört Virginia Neale ihre Liebe. Später, als Marina Neale auf seinen nächsten Flug schickt und ihm rät, dass er sich lieber mit den Bergen als mit Frauen herumschlagen soll, küssen sie sich.

## Hintergrund
Gedreht wurde der Film vom 18. Juni bis Anfang August 1945 in Yuma und Tucson in Arizona sowie in den Paramount-Studios in Hollywood.
June Duprez wurde von RKO Pictures für die Produktion ausgeliehen. Sie singt im Film das Lied This is Madness von Bernie Wayne und Ben Raleigh auf Französisch. Dr. Paul Singh, der als technischer Berater für den Film fungierte, trat auch als Mul Raj Malik auf.
Hans Dreier und Franz Bachelin oblag die künstlerische Leitung. Sam Comer und Jack Golconda waren für das Szenenbild zuständig, Wally Westmore für das Maskenbild. Farciot Edouart, Gordon Jennings, Loyal Griggs, Devereaux Jennings und Paul K. Lerpae schufen die visuellen Effekte. Herbert Coleman arbeitete als Regieassistent. Sidney Cutner, George Parrish, Edward H. Plumb und Leo Shuken leiteten das Orchester.
Edith King gab ihr Filmdebüt.

## Veröffentlichung
Die Premiere des Films fand am 23. April 1947 in New York statt. In Österreich kam er am 18. Juni 1948 in die Kinos, in der Bundesrepublik Deutschland im Juli 1948.

## Kritiken
Der Filmkritiken-Aggregator Rotten Tomatoes hat in einer Auswertung ein Publikumsergebnis von 30 Prozent positiver Bewertungen ermittelt.
Der Kritiker der The New York Times befand, während Alan Ladd eine kompetente Leistung liefere und von William Bendix gut unterstützt werde, sei die Geschichte von Seton I. Miller, der den Film auch für Paramount produzierte, ein trauriges Durcheinander.
Das Magazin The Film Daily bescheinigte dem Film eine adäquate Regie und gute Kameraarbeit, kritisierte aber zugleich das langsame Tempo und die unwichtigen Dialoge. Einige Szenen vermögen es aber, den Dingen Farbe und Spannung zu verleihen.
Das Lexikon des internationalen Films schrieb: „Durchschnittlich spannender Abenteuerfilm.“